# 武汉大学新闻与传播学院
武汉大学新闻与传播学院是武汉大学直属教学院系之一，学院现设新闻学、广播电视、广告学、网络传播四个系，5个本科专业（新闻学、传播学、广播电视学、广告学、播音与主持艺术）。学院拥有新闻传播学一级学科博士学位授予权，五个二级学科博士学位授予权（新闻学、传播学、跨文化传播学、广告与媒介经济、数字传媒），五个硕士学位授权点（新闻学、传播学、数字传媒、广播电视艺术理论、新闻与传播硕士专业学位），一个新闻传播学博士后科研流动站，一个省级一级学科重点学科（新闻传播学）。学院拥有教育部人文社会科学重点研究基地（武汉大学媒体发展研究中心），全国高校首家“国家文化创新工程”研究基地（国家文化创新研究中心），一个国家级实验教学示范中心（武汉大学新闻传播学实验教学中心），一个CSSCI收录源刊（《新闻与传播评论》），一个教育部、财政部支持的人才培养模式创新实验区（多媒体时代记者型主持人培养模式创新实验区）。
学院现有专任教师61人(含国家文化发展研究院)，教授22人（含博导18人）、副教授20人、讲师9人、特聘副研究员5人，聘期制讲师2人；博士后3人；90%以上的教师具有博士学位以及在国外或境外学习、访问、交流、讲学经历。有1名国家级教学名师，1名入选国家第一批“万人计划”，1名长江学者，1名跨世纪人才，3名教育部新世纪优秀人才，3名享受国务院政府特殊津贴，3名珞珈杰出学者，6名珞珈学者特聘教授，6名珞珈青年学者，1名武汉大学教学名师，1名武汉大学优秀青年学者，2名楚天学者特聘教授。此外，学院还聘请了50多位海内外知名的新闻传播学者和业界人士担任兼职教授或客座教授。
学院现有全日制学生1500多人，其中本科生700多人，硕士、博士研究生700多人。
在科学研究方面，学院已形成了理论研究与关注现实并服务国家新闻传播发展战略相结合的科研思路，开创了一系列有特色的研究领域：“一带一路”战略构想与跨文化传播、传媒智能化背景下中国传媒和广告产业竞争力研究、新媒体环境下中国媒体新闻传播创新研究、互联网传播形态与中国传播能力建设、互联网传播形态与中西部社会治理。拥有一个“十五”“211工程”重点建设项目（新闻传播与中国社会文化发展），一个“十一五”“211工程”重点建设项目（社会转型与中国大众媒介改革），一个国家“985工程”哲学社会科学创新基地（新闻传播与媒介化社会创新基地），1个CSSCI收录源刊（《新闻与传播评论》）。
国际交流与合作领域不断扩大，先后与美国伊利诺依大学、法国波尔多三大组织传播中心、英国桑德兰大学、新西兰坎特布雷大学、韩国成钧馆大学、台湾铭传大学、台湾文化大学、香港城市大学、香港中文大学等30多所教育、科研机构，建立了长期稳定的交流合作关系。
学院建有全国高校第一家传媒类国家级实验教学示范中心：武汉大学新闻传播学实验教学中心，该中心拥有专业演播厅、多媒体报刊编辑实验室、广播电视非线性编辑实验室、录音室、摄影实验室等，总面积2000多平方米，实验设备400多台（套）。院图书资料室拥有中外图书50000余册，订有中外报刊230余种；电子阅览室可与校图书馆共享电子文献资源，可供利用的网络和光盘数据库有400多个。
2013年12月，根据中宣部、教育部的决定，武汉大学新闻与传播学院作为第一批共建单位，由湖北省委宣传部与武汉大学共建。根据共建协议，双方将共建精品课程、骨干队伍、实践基地和研究智库。

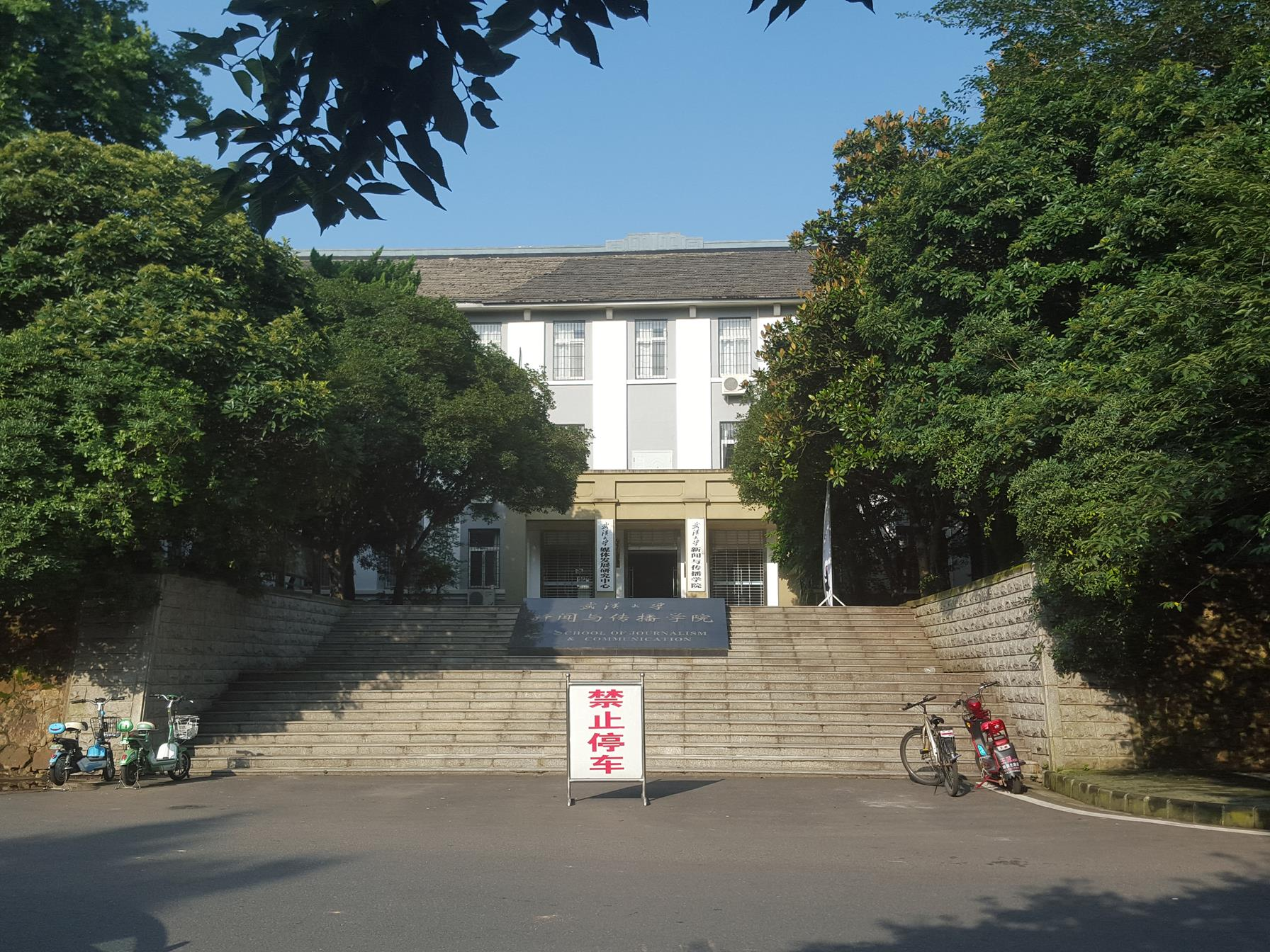
武汉大学新闻与传播学院

## 学科结构
- 一级学科博士学位授权点
  - 新闻传播学
- 二级学科博士学位授予权
  - 新闻学、传播学、跨文化传播学、广告与媒介经济、数字媒介
- 硕士学位授权点
  - 新闻学、传播学、数字媒介、广播电视艺术理论、新闻与传播硕士专业学位
- 博士后科研流动站
  - 新闻传播学
- 省级一级学科重点学科
  - 新闻传播学
- 教育部人文社会科学重点研究基地
  - 武汉大学媒体发展研究中心
- 国家级实验教学示范中心
  - 武汉大学新闻传播学实验教学中心
- “211工程”二期重点建设项目
  - 新闻传播与中国社会文化发展
- “211工程”三期重点建设项目
  - 社会转型与中国大众媒介改革
- 国家“985工程”哲学社会科学创新基地
  - 新闻传播与媒介化社会创新基地
- 教育部、财政部支持的人才培养模式创新实验区
  - 多媒体时代记者型主持人培养模式创新实验区
- CSSCI收录源刊
  - 《新闻与传播评论》 《中国媒体发展研究年度报告》

- 普通本科专业
  - 新闻学、广播电视学、广告学、传播学、播音与主持艺术